# Chrysina quetzalcoatli
Chrysina quetzalcoatli es una especie de escarabajo del género Chrysina, familia Scarabaeidae. Fue descrita científicamente por Morón en 1990.
Especie nativa de la región neotropical. Habita en México.